# Gimnée

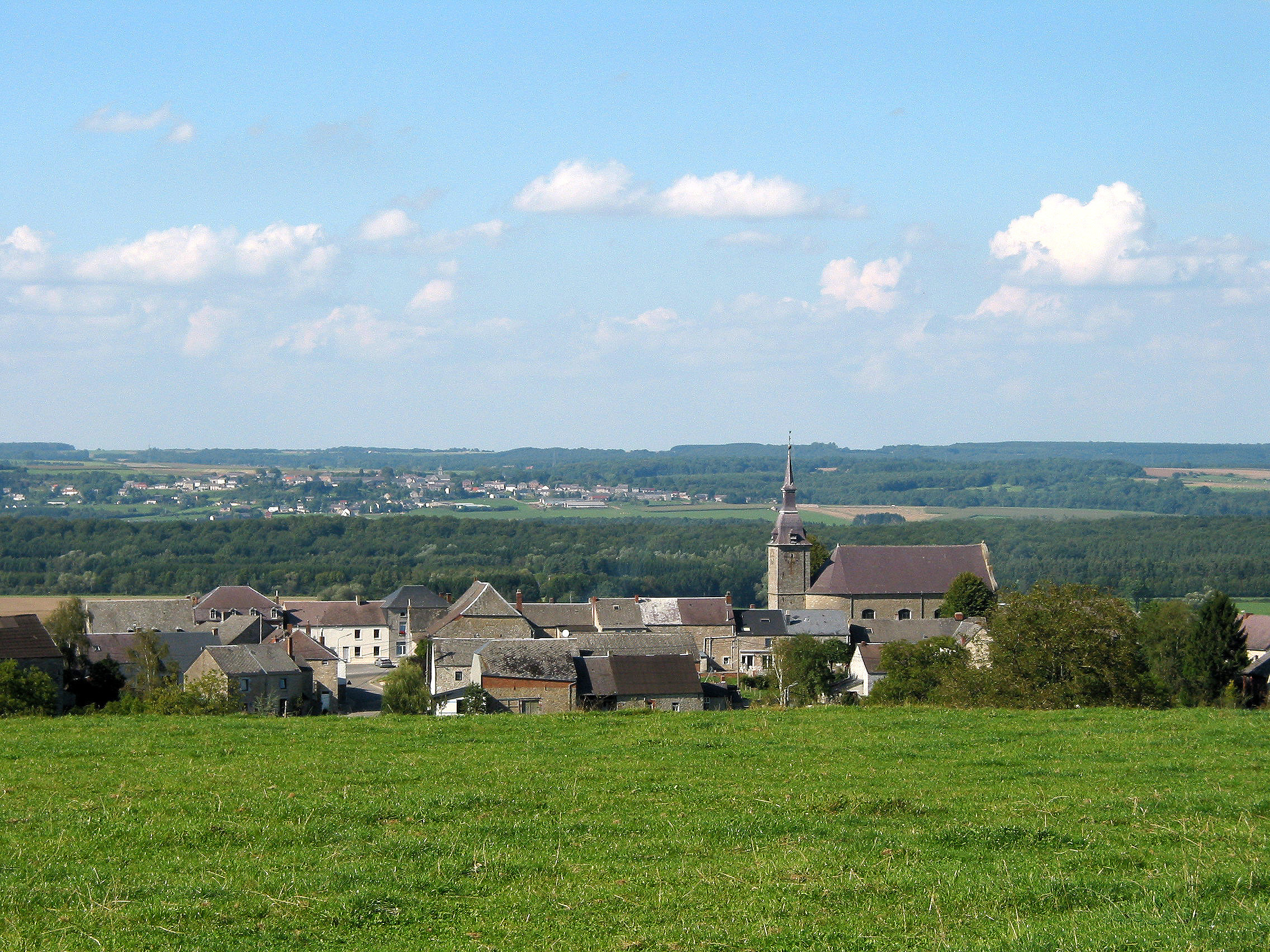
Uitzicht op Gimnée

Gimnée is een plaats en deelgemeente van de Belgische gemeente Doische. Gimnée ligt in de Waalse provincie Namen en was tot 1 januari 1977 een zelfstandige gemeente.
De Sint-Servaaskerk van Gimnée werd gebouwd in 1760. In deze kerk hangt een schilderij van Wauthier uit het jaar 1559.

## Geschiedenis
In de Romeinse tijd was er al sprake van bebouwing; de plaats lag aan een aftakking (diverticulum) van de heerbaan tussen Tongeren en Reims. In Gimnée waren groeven voor hardsteen en kalksteen. Er waren ook loodmijnen. In 816 werd lood van Gimnée gebruikt voor de bouw van de kathedraal van Reims.

## Demografische ontwikkeling
- Bronnen:NIS, Opm:1831 tot en met 1970=volkstellingen

## Geografie
Gimnée ligt op een bergachtige bodem met kalk- en kiezelrotsen.
Deelgemeenten: Gimnée · Gochenée · Matagne-la-Grande · Matagne-la-Petite · Niverlée · Romerée · Soulme · Vaucelles · Vodelée

Belgische gemeenten · arrondissement Philippeville · provincie Namen · Wallonië